# Менби (гевог)

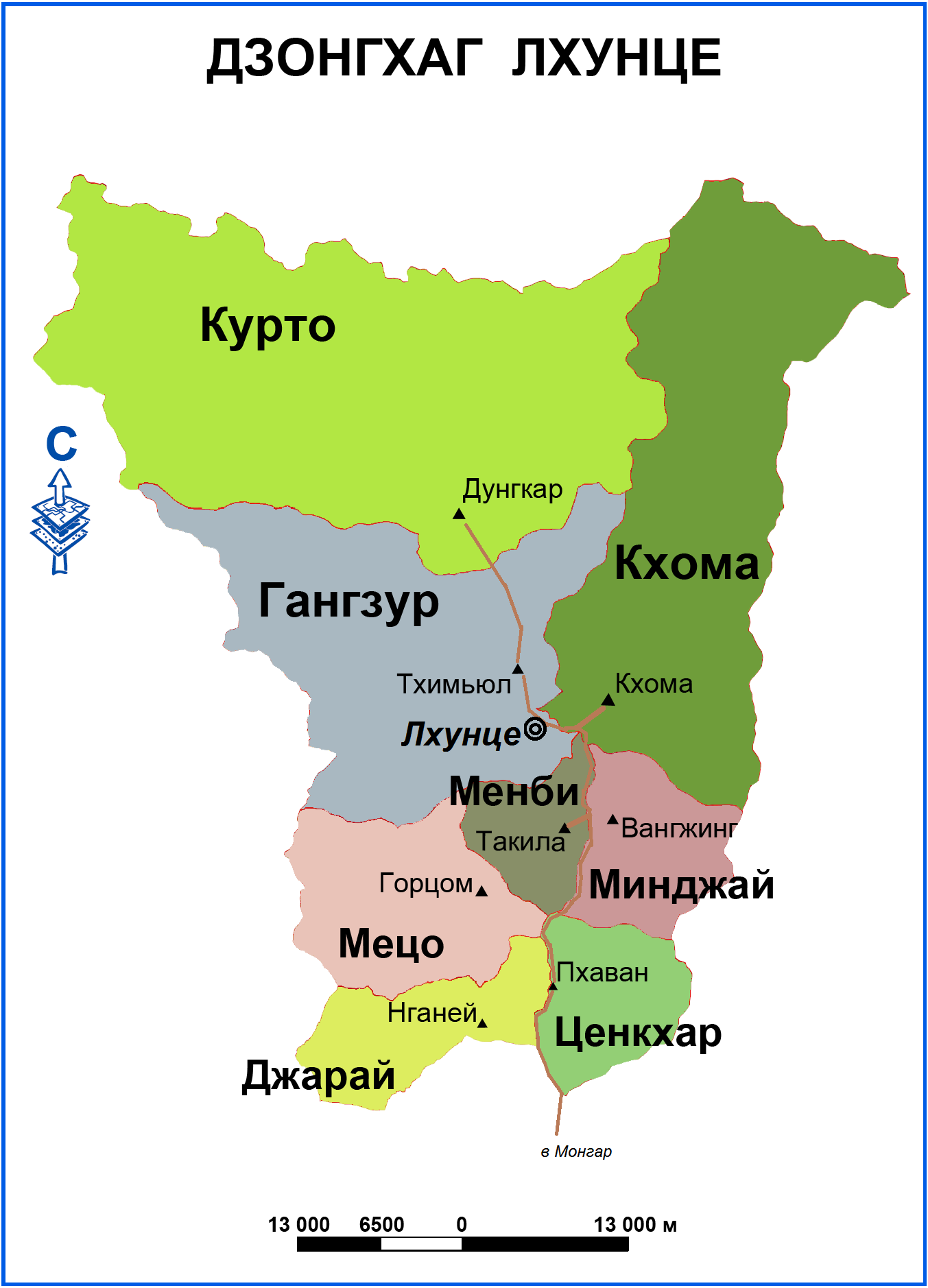
Гевоги Дзонгхага Лхунгце

Менби (дзонг-кэ སྨན་སྦིས་, лат. Menbi, Maenbi) — гевог в Бутане в дзонгхаге Лхунце, расположенный в центральной части региона. Находится по западную сторону от реки Кури-Чу.
Жители гевога в значительной мере говорят на языке Чхокангака-кха (иначе Курмедхка)
Центром гевога (зал собраний) находится в деревне Такила на холме в 13 км от группы деревень Тангмачу, в Такила строится большой 30-метровый монумент Падмасамбхавы и три храма (лакханга) в его основании, предполагается что новый буддийский центр будет привлекать паломников и туристов. В гевоге развита ирригационная сеть, выращивается картошка, кукуруза, чили.
В гевог входят пять чивогов — Тангмачу-Горган, Пхагидонг, Камдар-Мормо, Ньяби-Жунгкар, Менджаби. Центральная часть (Тангмачу-Горган, Пхагидонг) связана дорогой с шоссе Монгар — Лхунце, которое частично проходит через гевог, остальные чивоги доступны преимущественно вьючным транспортом.
В правительстве рассматривается проект строительства дороги на Бумтанг (Ура (гевог), Шингкхар-лакханг) через перевалы от Тангмачу-Горган, это значительно приблизит Лхунце к другим частям Бутана. Хотя экологи противятся проекту, правительство все равно намерено его осуществить.
Согласно пятилетнму плану, в XI пятилетке 2013—2018 будет уделяться внимание строительству ирригации и укреплению сельского хозяйства.